# رومولند (کالیفرنیا)
رومولند (به انگلیسی: Romoland) یک منطقهٔ مسکونی در ایالات متحده آمریکا است که در شهرستان ریورساید، کالیفرنیا واقع شده‌است. رومولند ۶٫۸۴۹ کیلومتر مربع مساحت و ۱٬۶۸۴ نفر جمعیت دارد و ۴۴۰ متر بالاتر از سطح دریا واقع شده‌است.